# Collegio di Carmarthen East and Dinefwr
Carmarthen East and Dinefwr è stato un collegio elettorale gallese rappresentato alla Camera dei comuni del Parlamento del Regno Unito. Eleggeva un membro del parlamento con il sistema maggioritario a turno unico; il collegio è stato abolito in occasione della revisione periodica del 2024.

## Estensione
Il collegio si trovava nell'area del Carmarthenshire, con Llanybydder, Llandovery e Llanfihangel-ar-Arth nel nord, Llanfihangel-uwch-Gwili, Llanegwad e Llandeilo nell'area centrale, e Ammanford e Glanamman nel sud.
I cambiamenti apportati per le elezioni generali del 2010 introdussero alcune modifiche: le aree intorno ad Hermon e Llanpumsaint furono spostate in Carmarthen West and South Pembrokeshire. Questi cambiamenti ebbero effetto dal 2007 anche per l'Assemblea Nazionale per il Galles.
Il collegio comprendeva tutte le 41 comunità del Camarthenshire: Abergwili, Ammanford, Betws, Cenarth, Cilycwm, Cwmamman, Cynwyl Gaeo, Dyffryn Cennen, Gorslas, Llanarthney, Llanddarog, Llanddeusant, Llandeilo, Llandovery, Llandybie, Llandyfaelog, Llanegwad, Llanfair-ar-y-bryn, Llanfihangel Aberbythych, Llanfihangel-ar-Arth, Llanfihangel Rhos-y-Corn, Llanfynydd, Llangadog, Llangathen, Llangeler, Llangunnor, Llangyndeyrn, Llanllawddog, Llanllwni, Llansadwrn, Llansawel, Llanwrda, Llanybydder, Llanycrwys, Manordeilo and Salem, Myddfai, Newcastle Emlyn, Pencarreg, Quarter Bach, St Ishmael, Talley.

## Membri del parlamento
| Elezione | Elezione         | Deputato            | Partito          |
| -------- | ---------------- | ------------------- | ---------------- |
|          | 1997             | Alan Wynne Williams | Laburista        |
|          | 2001             | Adam Price          | Plaid Cymru      |
| 2010     | Jonathan Edwards |                     | Plaid Cymru      |
|          | Jonathan Edwards | 2020                | Indipendente     |
|          | 2024             | Collegio abolito    | Collegio abolito |

## Elezioni

### Elezioni negli anni 2010
| Partito                    | Partito                                  | Candidato                  | Risultati 12 dicembre 2019 | Risultati 12 dicembre 2019 |
| Partito                    | Partito                                  | Candidato                  | Voti                       | %                          |
| -------------------------- | ---------------------------------------- | -------------------------- | -------------------------- | -------------------------- |
|                            | Plaid Cymru                              | Jonathan Edwards           | 15 939                     | 38,87                      |
|                            | Conservatore                             | Anthony Hughes             | 14 130                     | 34,46                      |
|                            | Laburista                                | Maria Carroll              | 8 622                      | 21,03                      |
|                            | Brexit                                   | Peter Prosser              | 2 311                      | 5,64                       |
|                            |                                          |                            |                            |                            |
| Iscritti                   | Iscritti                                 | Iscritti                   | 57 407                     | 100,00                     |
| ↳ Votanti (% su iscritti)  | ↳ Votanti (% su iscritti)                | ↳ Votanti (% su iscritti)  | 41 028                     | 71,47                      |
| ↳ Astenuti (% su iscritti) | ↳ Astenuti (% su iscritti)               | ↳ Astenuti (% su iscritti) | 16 379                     | 28,53                      |
|                            |                                          |                            |                            |                            |
|                            | Esito: collegio confermato a Plaid Cymru |                            |                            |                            |

| Partito                    | Partito                                  | Candidato                  | Risultati 8 giugno 2017 | Risultati 8 giugno 2017 |
| Partito                    | Partito                                  | Candidato                  | Voti                    | %                       |
| -------------------------- | ---------------------------------------- | -------------------------- | ----------------------- | ----------------------- |
|                            | Plaid Cymru                              | Jonathan Edwards           | 16 127                  | 39,31                   |
|                            | Laburista                                | David Darkin               | 12 219                  | 29,78                   |
|                            | Conservatore                             | Havard Hughes              | 10 778                  | 26,27                   |
|                            | UKIP                                     | Neil Hamilton              | 985                     | 2,40                    |
|                            | Lib Dem                                  | Lesley Prosser             | 920                     | 2,24                    |
|                            |                                          |                            |                         |                         |
| Iscritti                   | Iscritti                                 | Iscritti                   | 55 972                  | 100,00                  |
| ↳ Votanti (% su iscritti)  | ↳ Votanti (% su iscritti)                | ↳ Votanti (% su iscritti)  | 41 029                  | 73,30                   |
| ↳ Astenuti (% su iscritti) | ↳ Astenuti (% su iscritti)               | ↳ Astenuti (% su iscritti) | 14 943                  | 26,70                   |
|                            |                                          |                            |                         |                         |
|                            | Esito: collegio confermato a Plaid Cymru |                            |                         |                         |

| Partito                    | Partito                                  | Candidato                  | Risultati 7 maggio 2015 | Risultati 7 maggio 2015 |
| Partito                    | Partito                                  | Candidato                  | Voti                    | %                       |
| -------------------------- | ---------------------------------------- | -------------------------- | ----------------------- | ----------------------- |
|                            | Plaid Cymru                              | Jonathan Edwards           | 15 140                  | 38,43                   |
|                            | Laburista                                | Calum Higgins              | 9 541                   | 24,22                   |
|                            | Conservatore                             | Matthew Paul               | 8 336                   | 21,16                   |
|                            | UKIP                                     | Norma Woodward             | 4 363                   | 11,07                   |
|                            | Verdi                                    | Ben Rice                   | 1 091                   | 2,77                    |
|                            | Lib Dem                                  | Sara Lloyd Williams        | 928                     | 2,36                    |
|                            |                                          |                            |                         |                         |
| Iscritti                   | Iscritti                                 | Iscritti                   | 55 569                  | 100,00                  |
| ↳ Votanti (% su iscritti)  | ↳ Votanti (% su iscritti)                | ↳ Votanti (% su iscritti)  | 39 399                  | 70,90                   |
| ↳ Astenuti (% su iscritti) | ↳ Astenuti (% su iscritti)               | ↳ Astenuti (% su iscritti) | 16 170                  | 29,10                   |
|                            |                                          |                            |                         |                         |
|                            | Esito: collegio confermato a Plaid Cymru |                            |                         |                         |

| Partito                    | Partito                                  | Candidato                  | Risultati 6 maggio 2010 | Risultati 6 maggio 2010 |
| Partito                    | Partito                                  | Candidato                  | Voti                    | %                       |
| -------------------------- | ---------------------------------------- | -------------------------- | ----------------------- | ----------------------- |
|                            | Plaid Cymru                              | Jonathan Edwards           | 13 546                  | 35,64                   |
|                            | Laburista                                | Christine Gwyther          | 10 065                  | 26,48                   |
|                            | Conservatore                             | Andrew Morgan              | 8 506                   | 22,38                   |
|                            | Lib Dem                                  | William Powell             | 4 609                   | 12,13                   |
|                            | UKIP                                     | John Atkinson              | 1 285                   | 3,38                    |
|                            |                                          |                            |                         |                         |
| Iscritti                   | Iscritti                                 | Iscritti                   | 52 356                  | 100,00                  |
| ↳ Votanti (% su iscritti)  | ↳ Votanti (% su iscritti)                | ↳ Votanti (% su iscritti)  | 38 011                  | 72,60                   |
| ↳ Astenuti (% su iscritti) | ↳ Astenuti (% su iscritti)               | ↳ Astenuti (% su iscritti) | 14 345                  | 27,40                   |
|                            |                                          |                            |                         |                         |
|                            | Esito: collegio confermato a Plaid Cymru |                            |                         |                         |

### Elezioni negli anni 2000
| Partito                    | Partito                                  | Candidato                  | Risultati 5 maggio 2005 | Risultati 5 maggio 2005 |
| Partito                    | Partito                                  | Candidato                  | Voti                    | %                       |
| -------------------------- | ---------------------------------------- | -------------------------- | ----------------------- | ----------------------- |
|                            | Plaid Cymru                              | Adam Price                 | 17 561                  | 45,86                   |
|                            | Laburista                                | Ross Hendry                | 10 843                  | 28,32                   |
|                            | Conservatore                             | Suzy Davies                | 5 235                   | 13,67                   |
|                            | Lib Dem                                  | Julianna Hughes            | 3 719                   | 9,71                    |
|                            | UKIP                                     | Mike Squires               | 661                     | 1,73                    |
|                            | Legalise Cannabis                        | Sid Whitworth              | 272                     | 0,71                    |
|                            |                                          |                            |                         |                         |
| Iscritti                   | Iscritti                                 | Iscritti                   | 53 479                  | 100,00                  |
| ↳ Votanti (% su iscritti)  | ↳ Votanti (% su iscritti)                | ↳ Votanti (% su iscritti)  | 38 291                  | 71,60                   |
| ↳ Astenuti (% su iscritti) | ↳ Astenuti (% su iscritti)               | ↳ Astenuti (% su iscritti) | 15 188                  | 28,40                   |
|                            |                                          |                            |                         |                         |
|                            | Esito: collegio confermato a Plaid Cymru |                            |                         |                         |

| Partito                    | Partito                                          | Candidato                  | Risultati 7 giugno 2001 | Risultati 7 giugno 2001 |
| Partito                    | Partito                                          | Candidato                  | Voti                    | %                       |
| -------------------------- | ------------------------------------------------ | -------------------------- | ----------------------- | ----------------------- |
|                            | Plaid Cymru                                      | Adam Price                 | 16 130                  | 42,39                   |
|                            | Laburista                                        | Alan Williams              | 13 540                  | 35,58                   |
|                            | Conservatore                                     | David Thomas               | 4 912                   | 12,91                   |
|                            | Lib Dem                                          | Doiran Evans               | 2 815                   | 7,40                    |
|                            | UKIP                                             | Michael Squires            | 656                     | 1,72                    |
|                            |                                                  |                            |                         |                         |
| Iscritti                   | Iscritti                                         | Iscritti                   | 54 052                  | 100,00                  |
| ↳ Votanti (% su iscritti)  | ↳ Votanti (% su iscritti)                        | ↳ Votanti (% su iscritti)  | 38 053                  | 70,40                   |
| ↳ Astenuti (% su iscritti) | ↳ Astenuti (% su iscritti)                       | ↳ Astenuti (% su iscritti) | 15 999                  | 29,60                   |
|                            |                                                  |                            |                         |                         |
|                            | Esito: collegio passa da Laburista a Plaid Cymru |                            |                         |                         |

## Risultati dei referendum

### Referendum sulla permanenza del Regno Unito nell'Unione europea del 2016
|             | Collegio                    | Lasciare UE % | Rimanere in UE % |
| ----------- | --------------------------- | ------------- | ---------------- |
|             | Carmarthen East and Dinefwr | 53,7%         | 46,3%            |
| Galles      | 52,5%                       | 47,5%         |                  |
| Regno Unito | 51,9%                       | 48,1%         |                  |